# It's Now or Never
It's Now or Never je společné studiové album hudebníků Roberta Gordona a Chrise Speddinga. Vydáno bylo 31. července roku 2007 společností Rykodisc. Na albu je doprovázela vokální skupina The Jordanaires a několik dalších instrumentalistů. Skupina The Jordanaires v padesátých letech doprovázela zpěváka Elvise Presleyho, což byl důvod, proč byla pozvána na tuto desku – obsahuje coververze písní, které tento zpěvák v minulosti nahrál. Album vyšlo v období třicátého výročí Presleyovy smrti. Deska byla nahrána v Nashvillu. Producenty alba byli sami Gordon a Spedding. Přestože spolu tito hudebníci spolupracovali již několik desetiletí, je toto první album, na němž jsou coby hlavní interpreti uvedeni oba.

## Seznam skladeb
1. A Mess of Blues
2. I Beg of You
3. Don't Leave Me Now
4. I'm Left, You're Right, She's Gone
5. Peace in the Valley
6. Don't Be Cruel
7. Lawdy Miss Clawdy
8. My Baby Left Me
9. Too Much
10. Love Me
11. Trying to Get to You
12. (You're So Square) Baby I Don't Care
13. It's Now or Never
14. It Feels So Right
15. Young and Beautiful

## Obsazení
- Robert Gordon – zpěv
- Chris Spedding – kytara
- The Jordanaires – zpěv
  - Ray Walker – bas
  - Gordon Stoker – první tenor
  - Curtis Young – druhý tenor
  - Louis Nunley – baryton
- Dave Pomeroy – basa
- Jimmy Lester – bicí
- Johnny Neel – varhany, klavír